# 805
805 (DCCCV, na numeração romana) foi um ano comum do século IX, do Calendário Juliano, da Era de Cristo, teve início a uma Quarta-feira e terminou também a uma Quarta-feira, e a sua letra dominical foi E.
| Ano completo                        |
| ----------------------------------- |
| Ano comum com início à quarta-feira |

## Eventos
- O imperador bizantino Nicéforo I, o Logóteta sofre uma derrota decisiva na batalha contra os sarracenos em Craso.